# Gabriel Rojo de la Vega
Gabriel Rojo de la Vega Piccolo (Ciudad de México, 15 de octubre de 1989) es un exfutbolista mexicano. Jugó como defensa. Es el hermano de la actual alcaldesa de Cuauhtémoc en la Ciudad de México, Alessandra Rojo de la Vega.

## Trayectoria
Se formó en las fuerzas básicas del Club América y en el Torneo Bicentenario 2010 pasó a jugar con el Atlante UTN de la Liga de Ascenso de México.
Para el Torneo Clausura 2011 jugó con el San Luis Fútbol Club en donde el 15 de marzo de 2011 debutó profesional en un partido de la Copa Libertadores 2011 contra el Once Caldas S. A. de Colombia, empezó de titular y jugó todo el partido que terminó empatado a un gol. El 2 de abril de 2011 hizo su debut en primera división en la derrota de su equipo ante los Gallos Blancos de Querétaro por marcador de 3-2.
En enero de 2012 se trasladó a España para jugar con el Club Deportivo Denia que en ese momento se encontraba en la Segunda División B de España. Para la temporada 2012-13 fue contratado por el Rayo Vallecano de Madrid "B", consiguió tres goles en 26 partidos jugados.
El 27 de julio de 2013, Gabriel firmó un contrato por dos años con el Partick Thistle de la Scottish Premier League.
 Debutó con el equipo el 6 de agosto en la victoria de Partick sobre el Ayr United por marcador de 2-1.